# Avocado Heights
Avocado Heights ist ein census-designated place (CDP) im Los Angeles County im US-Bundesstaat Kalifornien mit 13.317 Einwohnern (Stand: Volkszählung 2020). Das Gebiet wurde 2007 unter die 100 besten Plätzen zum Leben durch das CNN-Money-Magazine gewählt.

## Bevölkerung
Die Bevölkerung Avocado Heights von 17.415 Einwohnern besteht laut der Volkszählung 2000 im Vergleich zum Bevölkerungsdurchschnitt im Los Angeles County zu einem überdurchschnittlich hohem Anteil aus Hispano-Amerikanern (78,7 %). 70 % der Bewohner gaben an aus Mexiko zu stammen. 37,1 % der in Avocado Heights lebenden Personen wurde außerhalb der USA geboren.
Das Median-Einkommen pro Haushalt pro Jahr beträgt 64.544 $, was im County durchschnittlich ist. Das Median-Alter beträgt 30 Jahre. 72,3 % der Einwohner leben in eigenem Wohnraum.
Etwa 68 % der Bevölkerung ist katholisch.

## Lage
Avocado Heights liegt im San Gabriel Valley und grenzt an Baldwin Park, El Monte, Hacienda Heights, Industry, La Puente, North Whittier, South El Monte, West Puente Valley und Whittier Narrows.
Die geographischen Koordinaten sind: 34,04° Nord, 118,00° West. Das Gebiet von Avocado Heights hat eine Fläche von 7,3 km².

## Geschichte
Das Gebiet von Avocado Heights gehört ursprünglich zum Land der San Gabriel Mission. Nach der Säkularisation in Mexiko wurde das Land 1842 als Teil der
Rancho La Puente John Rowland überschrieben. Infolge der Vollstreckung aus einer Darlehnsschuld fiel 1879 das Land an Elija J. Baldwin. 1911 wurde aus Baldwins Nachlass das Gebiet von der Ranch als La Fortuna Farms abgetrennt und aufgeteilt.

## Erholung
Avocado Heights verfügt mit dem Avocado Heights Park und dem San Angelo Park über zwei Parks.